# Tony Palermo
Anthony "Tony" Palermo es el baterista del grupo de hard rock californiano Papa Roach desde el año 2008 cuando el vocalista Jacoby Shaddix anunció la partida del anterior baterista, Dave Buckner. Anteriormente fue el baterista del grupo Pulley y de Unwritten Law. También tocó la batería para el grupo Sixx:A.M. durante una de sus giras.

## Carrera musical

### Pulley y Unwritten Law
Tony Palermo fue el anterior batería del grupo de punk llamado Pulley y de Unwritten Law. 

### Papa Roach
Después de la salida de Dave Buckner en 2007, Papa Roach preguntó a Tony si él estaría dispuesto a convertirse en el batería de la banda hasta que ellos pudieran encontrar a alguien para reemplazarlo. Después de un tiempo y tras no haber encontrado a nadie que les convenciera, la banda le pidió que él uniera al grupo y empezara a trabajar con ellos, y él aceptó. Poco tiempo después empezaron a trabajar en el quinto álbum de estudio llamado Metamorphosis. En la actualidad sigue siendo el batería de Papa Roach.

### Sixx:A.M.
Tony también participó, con el grupo Sixx:A.M. como batería en el festival de música "Crüe Fest" en el verano de 2008, cuando la banda viajó junto con Papa Roach (la banda principal de Palermo).